# Huta (rejon postawski)
Huta (biał. Гута, Huta; ros. Гута, Guta; hist. Huta-Hołbieja) – wieś na Białorusi, w obwodzie witebskim, w rejonie postawskim. Wchodzi w skład sielsowietu Woropajewo.
Wieś przylega do jeziora Hołbieja. Przez miejscowość przebiega linia kolejowa z Woropajewa do Druji, na której znajduje się przystanek kolejowy Huta.

## Historia
Wieś i majątek Hołbieja zostały opisane w Słowniku geograficznym Królestwa Polskiego. Z opisu wynika, że w 1900 roku wieś i dobra Hołbieja leżała w gminie Postawy, w powiecie dziśnieńskim guberni wileńskiej Imperium Rosyjskiego. Wieś i folwark Gołbeje leżały nad rzeką Gołbejcą. W 1866 roku we wsi znajdowało się 7 domów i mieszkało 68 mieszkańców. W folwarku znajdował się 1 dom i mieszkało 14 mieszkańców.
W pobliżu wsi Hołbieja Konstanty hr. Przeździecki, właściciel majątku Woropajewo wybudował przy udziale kapitału szwedzkiego nowoczesną hutę szkła. Józef Mackiewicz po wizycie w Woropajewie w październiku 1928 roku pisał w reportażu w wileńskim „Słowie” o planowanym uruchomieniu huty, która miała być największa w Polsce. Pełna nazwa huty to: Północno Wschodnie Towarzystwo Hut Szklanych „Polwet”, S.A., Huta Hołbieja. Na jej otwarcie do Woropajewa przyjechał marszałek Józef Piłsudski. Wskutek budowy huty powstała osada fabryczna Hołbieja, później Huta-Hołbieja, obecnie wieś Huta. Oprócz huty szkła Przeździecki wybudował tartak parowy, cegielnie, olejarnie, suszarnie i szereg większych warsztatów przemysłowych.
W okresie międzywojennym osada fabryczna Hołbieja (Huta-Hołbieja) leżała w granicach II Rzeczypospolitej w gminie wiejskiej Woropajewo, w powiecie postawskim, w województwie wileńskim. 
W pobliżu znajdowała się gajówka o nazwie Huta.
Według Powszechnego Spisu Ludności z 1921 roku zamieszkiwały tu 134 osoby, 39 było wyznania rzymskokatolickiego, 87 prawosławnego, 4 ewangelickiego a 4 staroobrzędowego. Jednocześnie 24 mieszkańców zadeklarowało przynależność narodową, 99 białoruską, 3 niemiecką a 8 inną. Było tu 29 budynków mieszkalnych. W 1931 w 29 domach zamieszkiwało 309 osób.
Wierni należeli do parafii rzymskokatolickiej w Drozdowszczyźnie i prawosławnej w Rymkach. Miejscowość podlegała pod Sąd Grodzki w Postawach i Okręgowy w Wilnie; właściwy urząd pocztowy w Woropajewie.
Po agresji ZSRR na Polskę w 1939 roku wieś znalazła się w granicach BSRR. W latach 1941–1944 była pod okupacją niemiecką. Następnie leżała w BSRR. Od 1991 roku w Republice Białorusi.

## Parafia rzymskokatolicka
Miejscowość podlega parafii w Woropajewie. Na początku XXI wieku istniała parafia św. Jerzego i św. Łucji w Hucie. Należała do dekanatu postawskiego diecezji witebskiej.